# Sam, of de Pluterdag
Sam, of de Pluterdag van de Belgische schrijver Paul van Herck is een sciencefictionroman uit 1968, uitgegeven door Meulenhoff in Amsterdam als nummer 14 in de reeks M=SF.

## Verhaal
Het thema in het boek is een extra dag in de week, die je kan opnemen wanneer je genoeg tijd "gespaard" hebt (door bijvoorbeeld het vliegtuig te nemen in plaats van de trein). Alleen rijke mensen kunnen tijdbesparende dingen doen en dus zijn Pluterdagen gereserveerd voor de "happy few" en is een klassenmaatschappij het gevolg. Het bestaan van Pluterdagen wordt geheimgehouden voor de niet-geprivilegieerden.

## Vertalingen/prijzen
Sam, of de Pluterdag werd ook vertaald en wel in het
- Engels (New York: DAW Books, 1973: vertaald door Danny de Laet en Willy Magiels als Where were you last Pluterday?, ISBN 0879970510),
- Spaans (Mexico: Novaro, 1975: vertaald door Manuel Campo als ¿Dónde Estabas el Pasado Pluterday?),
- Zweeds (Stockholm/Bromma: Delta, 1976: vertaald door Gunnar Gällmo als Vi ses på plurdag, ISBN 9172280921),
- Frans (Parijs: Librairie des Champs-Elysées, 1977: vertaald door Mary Rosenthal als Crésudi dernier ?, ISBN 2702406025),
- Duits (München: Heyne verlag, 1981: vertaald door Ronald M. Hahn als Framstag Sam, ISBN 3453306953) en
- Hongaars (Boedapest: Háttér Lap- és Könyvkiado, 1991: vertaald door Anikó Kocsis als Viszlát jövő plutónap!, ISBN 9637455175).

In 1972 won het boek de eerste prijs op de Europese Sciencefictionconventie in het Italiaanse Triëst.